# Psaliodes planiplaga
Psaliodes planiplaga är en fjärilsart som beskrevs av W. Warren 1904. Psaliodes planiplaga ingår i släktet Psaliodes och familjen mätare. Inga underarter finns listade i Catalogue of Life.